# Lappkattfot
Lappkattfot (Antennaria villifera) är en växtart i familjen korgblommiga växter.